# Germania (Leuven)
Germania was de vereniging van studenten Nederlands, Duits en Engels aan de Katholieke Universiteit Leuven. Ze werd opgericht in 1931 door onder meer René Felix Lissens. 
Vanaf het academiejaar 2004-2005 kunnen studenten talencombinaties met een Germaanse en een niet-Germaanse taal studeren. Deze hervorming had als rechtstreeks gevolg de fusie tussen Germania, Romania en (een deel van) Klio in Babylon.